# Tuvtjärnen (Älvdalens socken, Dalarna, 680117-137886)
Tuvtjärnen är en sjö i Älvdalens kommun i Dalarna och ingår i Dalälvens huvudavrinningsområde.